# Tatort: Erfroren
Erfroren ist ein Fernsehfilm aus der Krimireihe Tatort. Der vom WDR produzierte Beitrag wurde am 21. August 2005 im Ersten Programm der ARD ausgestrahlt. Es ist der 32. Fall des Ermittler-Teams Max Ballauf und Freddy Schenk und die 605. Tatortfolge.

## Handlung
Stefan Müller, ein ehemaliger Eiskunstlaufprofi, wird in der Kölner Eissporthalle nach seinem Training tot aufgefunden. Er wurde niedergeschlagen und anschließend aufs Eis gelegt, wo er erfror. Ballauf und Schenk befragen den Hausmeister Mahlzahn. Von ihm erfahren sie, dass nur sehr wenige Personen einen Schlüssel zu der Halle gehabt hätten. Anschließend suchen die beiden Kommissare die Witwe und den Sohn des Toten auf. Die Frau hat ihren Mann das letzte Mal am Abend zuvor gesehen. Sie erzählt ihnen, dass ihr Mann früher Eiskunstlaufprofi war und nun u. a. als Preisrichter-Obmann tätig sei. Der Sohn, der zurzeit seinen Zivildienst ableistet, war zur Tatzeit in der Disco, die Witwe bei ihrem Schwager zu Besuch. Ballauf und Schenk stellen fest, dass der Tote sehr viele Fotos und Videos von weiblichen jungen Eiskunstlauftalenten in seinem Arbeitszimmer hat. Vom Sohn des Toten erfahren sie, dass auf den Videos unter anderen die Tochter des Toten zu sehen ist, die vor sieben Jahren tödlich verunglückt ist.
Sie nehmen die Videos mit ins Revier und lassen sie von Franziska sichten. Anschließend sehen sie sich noch einmal in der Eishalle um und treffen dort auf Lily, eine seiner Schülerinnen, die besonders oft auf den Videos zu sehen ist. Sie gibt an, dass sie besonders gut ist, die Beziehung zum Toten sei rein professioneller Natur gewesen. Ballauf und Schenk beobachten, wie Peter Müller, der Sohn des Toten, sich sehr vertraut mit Lily unterhält. Darauf angesprochen gibt er an, dass er Lily schon viele Jahre kenne, denn sie sei die Freundin seiner toten Schwester Nina gewesen. Im Spind des Toten finden die beiden Kommissare dessen Portemonnaie und darin einen Zettel, auf dem eine Verabredung notiert ist.
Die Gerichtsmedizin bestätigt den Tod durch Erfrieren, der Schlag war nicht unmittelbar tödlich. Zudem wurden fremde Haare an der Kleidung des Toten gefunden. Die Beamten suchen Ilona Hinze, die Mutter einer Eiskunstläuferin, auf, da sich diese am Abend seines Todes mit ihm getroffen hat. Ilona Hinze gibt an, dass sie Müller zur Rede stellen wollte, da er als Preisrichter bei der letzten Meisterschaft eindeutig Lily bevorzugt hätte. Sie vermutet ein sexuelles Verhältnis zwischen Lily und dem Toten. Zur Tatzeit geben beide an, zu Hause gewesen zu sein. Lily bestreitet auf die Nachfrage der Kommissare ein Verhältnis zu ihrem Trainer.
Franziska findet heraus, dass Müller pleite war; trotzdem hat er seinem Bruder jeden Monat Geld überwiesen. Martin Müller gibt an, dass das Geld für einen Fonds für die Eiskunstlaufmädchen gewesen sei. Auch er habe 500 Euro hinzugegeben. Da Martin Müller die elterliche Druckerei alleine übernommen hatte, musste er seinen Bruder auszahlen. Das Geld überwies er regelmäßig an den Fonds, so wie der Tote es gewollt hatte. Er bestätigt zudem das Alibi seiner Schwägerin.
Der Trainer Ilya Knjashinskij, der nun Lily allein trainiert, sagt aus, dass der Tote in seinen Trainingsmethoden etwas altmodisch war, und deutet an, dass es manchmal Spannungen zwischen den beiden gab. Lily bestätigt, dass sie Geld aus dem Fonds bekam, Jeanette hingegen sei die Förderung gestrichen worden. Ballauf und Schenk verdächtigen daher Ilona Hinze. Diese hatte ein Motiv, da der Tote ihre Tochter aus dem Verein drängen wollte. Die Ermittler fahren zu Müllers Witwe, wo gerade ihr Schwager wieder einmal zu Gast ist. Es ist offensichtlich, dass die beiden ein Verhältnis miteinander haben.
Die Haare auf Stefan Müllers Kleidung stammen von einem nahen männlichen Blutsverwandten, deshalb suchen Ballauf und Schenk Martin Müller auf. Er gibt zu, ein Verhältnis mit seiner Schwägerin zu haben und auch, dass er kurz vor der Insolvenz steht. Er gibt an, dass Lily bei ihm war und er ihr finanzielle Unterstützung zugesagt hat. Laut Laborbefund stammt das Haar auf der Kleidung des Toten jedoch von seinem Sohn Peter, den sie daraufhin in der Einrichtung aufsuchen, in der er seinen Zivildienst ableistet. Er sagt aus, dass sein Vater Lily und Jeanette für seinen Ehrgeiz missbraucht habe, insbesondere Lily hätte sich instrumentalisieren lassen. In Wahrheit habe dieser nur einen Ersatz für seine tote Tochter Nina gesucht. Das Verhältnis zu seinem Vater sei angespannt gewesen, da dieser ihm Vorwürfe gemacht hatte. Peter hätte seine Schwester nach Meinung seines Vaters retten können.
Schenk erhält mitten in der Nacht einen Anruf von Lilly, sie will mit den Kommissaren über den Toten reden, verrät aber nicht, wo sie ist. Ballauf und Schenk fahren zu ihr nach Hause, wo die Kommissare in Lillys Zimmer ein Informationsblatt über Schwangerschaftsabbruch finden. Die Vermutung einer Schwangerschaft bestätigt sich, als sich auf dem Präsidium die Sprechstundenhilfe eines Gynäkologen meldet, bei dem Lily abgetrieben hat. Sie hatte die Vermisstenmeldung gelesen und sich daraufhin melden wollen. Sie gibt an, dass Stefan Müller sie bei der Abtreibung begleitet hatte.
Unterdessen wird Lilys Leiche gefunden, sie ist mit dem Hinterkopf in einem Park auf eine Treppenstufe gestürzt. Monika Wandhoven ist bestürzt über den Tod ihrer Tochter, sie offenbart den Kommissaren, dass sie und Stefan Müller seit vier Jahren ein Paar waren. Er sei der Vater gewesen, den Lily sich immer gewünscht hatte. Die Gerichtsmedizin findet heraus, dass Lily große Mengen Dopingmittel im Blut hatte. Eine Durchsuchung beim Trainer Ilya Knjashinskij ergibt, dass dieser mit solchen Mitteln gedealt hat. Er gibt an, dass die Mädchen die Drogen haben wollten. Stefan Müller hatte das herausgefunden und ihm gedroht, dass er ihn anzeigen würde, wenn er nicht freiwillig gehe. Daraufhin wird Knjashinskij festgenommen und gibt an, dass er zur Tatzeit bei einer Prostituierten gewesen sei. Das Alibi stellt sich als richtig heraus.
Anhand einer Audiodatei auf Lilys Laptop, in der sie zusammen mit einem jungen Mann singt, erkennen sie Peters Stimme und folgern, dass dieser und Lily ein Paar waren. Offensichtlich war Peter auch der Vater des Kindes. Die Kommissare vermuten, dass er seinem Vater nicht verzeihen konnte, dass er Lily bei ihrem Entschluss zur Abtreibung bestärkt hat. Deshalb hat er ihn umgebracht. Ebenso muss er mit Lily in einen Streit geraten sein, da sie mit den Ermittlern reden wollte. Es kam zwischen ihnen zum Streit, wobei sie unglücklich gestürzt war. Ballauf und Schenk suchen nach Peter und finden ihn schließlich vollkommen unterkühlt auf dem Eis, an der Stelle, an der sein Vater erfroren aufgefunden wurde. Die Kommissare rufen einen Krankenwagen – ob Peter Müller durchkommen wird, ist unklar.

## Hintergrund
Erfroren wurde von Colonia Media im Auftrag des WDR unter dem Arbeitstitel Eiszeit produziert. Die Dreharbeiten erfolgten in Köln und Umgebung.

## Rezeption

### Einschaltquoten
Die Erstausstrahlung von Erfroren am 21. August 2005 wurde in Deutschland von 8,25 Millionen Zuschauern gesehen und erreichte einen Marktanteil von 25,1 Prozent für Das Erste.

### Kritik
Tilmann P. Gangloff wertet auf tittelbach.tv anerkennend: „Aladags Regie ist ruhig und konzentriert, die Kamera nur so viel in Bewegung wie nötig. Verfolgungsjagden, Schüsse, Gewalt: Fehlanzeige. Er kann sich das leisten, weil das Drehbuch von Stephan Brüggenthies und Patrick Gurris die beiden Ermittler mit einem Milieu konfrontiert, das ihnen bislang völlig fremd war: die Welt des Eiskunstlaufs. Die Geschichte arbeitet zwar mit den üblichen Vorurteilen, bettet sie aber so geschickt in die Handlung, dass sie kaum klischeehaft wirken.“
Die Kritiker der Fernsehzeitschrift TV Spielfilm vergeben für die „eiskalte[n] Einblicke in die Profisportabgründe“ „gute Noten für Pflicht und Kür“.

### Trivia
In den Ballauf-Schenk-Folgen 29–32 fährt Freddy Schenk VW Touareg mit verschiedenen Kennzeichen. In dieser Geschichte trägt der Touareg dasselbe Kennzeichen wie zwei Folgen zuvor der Ford Fiesta (K-RT 1211).